# Sarāi Mīr
Sarāi Mīr är en ort i Indien.   Den ligger i distriktet Āzamgarh och delstaten Uttar Pradesh, i den centrala delen av landet, 600 km sydost om huvudstaden New Delhi. Sarāi Mīr ligger 90 meter över havet och antalet invånare är 17 849.
Terrängen runt Sarāi Mīr är mycket platt. Runt Sarāi Mīr är det tätbefolkat, med 613 invånare per kvadratkilometer. Sarāi Mīr är det största samhället i trakten. Trakten runt Sarāi Mīr består till största delen av jordbruksmark.